# Carolus Lindberg
Carolus Lindberg (né le 5 novembre 1889 à Helsinki - décédé le 10 mai 1955 à Helsinki) est un architecte et professeur finlandais.

## Biographie
Carolus Lindberg obteint son baccalauréat en 1908 et son diplôme d’architecte de École supérieure technique de Finlande en 1914.
Il fait un voyage d'études en Scandinavie, en Grande-Bretagne, en Italie et dans les Balkans.
De 1926 à 1924, il est assistant au département d’architecture de l'École supérieure technique de Finlande.
En 1918, il fonde son propre cabinet d'architecte.
En 1919, il est le premier architecte à devenir docteur en Finlande avec sa thèse sur l'utilisation des briques dans les églises en pierres au Moyen Âge.
De 1921 à 1927, il est rédacteur en chef de la revue Arkkitehti.
En 1925, il devient professeur d'architecture et d'ornement.

## Plans d'urbanisme
- Plan d'urbanisme de Hyvinkää
- Plan d'urbanisme de Karis
- Plan d'urbanisme de Kuusankoski
- Plan d'urbanisme de Lahti
- Plan d'urbanisme de Valkeakoski
- Plan d'urbanisme de Varkaus

## Rénovations
- Église d'Hollola
- Église de Janakkala
- Église de Sund (fi)
- Membre du comité de rénovation du Château de Turku
- Église de Vanaja

## Blasons
- Vehkalahti [2]
- Hollola
- Kankaanpää
- Merikarvia
- Rauma
- Ristiina